# Кочи бей Гюмюрджински
Мустафа Кочи бей Гюмюрджински е османски държавник от XVII век. Родом от Горица (Корча).
В началото на XVII век той се мести от родната Горица в Истанбул. Получава образование в училище Ендерун.
Заема различни държавни длъжности по време управлението на султаните Мурад IV (1623-1640) и Ибрахим I (1640-1648). Заедно с Мурад IV пътува до Багдад, където съставя първото си рисале (дидактичен трактат). По време на управлението на султан Ибрахим е съветник на султана и пише второ рисале. В своите трактати анализира причините за кризата на икономиката, армията и политическите структури на Османската империя, критикува местните власти, които обвинява в корупция. 
Рисалетата на Кочи бей са най-значимите анализи на османското общество от XVII век. Създадени в един изключително труден период за османската държава по време на женски султанат в управлението ѝ, те съдържат трезв анализ за разрушителните процеси, протичащи в империята. Кочи бей предлага сериозни и дълбоки правителствени реформи, които да изведат османското общество от обхваналата го криза. Като еталон авторът сочи времето на управлението на султан Сюлейман I. Кочи бей за разлика от своите предходници и следовници не пести критичните думи с които описва положението в Османската империя. Той счита годината на смъртта султан Селим II (1574) за повратна в османската история, след което започва период на все по-дълбок упадък. От ключово значение за Кочи бей е управлението на тимарите и зиаметите, както и състоянието на еничарския корпус. Упадъкът на меритокрацията води до западане на управлението на държавата, според Кочи бей. Предлага и намаляване данъчната тежест за населението на Османската империя. 
Благодарение на своите критически идеи Кочи бей става пръв съветник на младия и енергичен султан Мурад IV, която позиция запазва и при наследника на Мурад – султан Ибрахим. След като султан Ибрахим е свален от власт Кочи бей изпада в немилост. Умира в Истанбул малко преди великото везирство да премине във фамилията Кьопрюлю. Тленните му останки са пренесени в Корча. 